# 유훈 (후한)
유훈(劉勳, ? ~ 191년? 192년?)은 중국 후한 말의 정치가이다.

## 생애
원소가 서원의 중군교위로 있을 때 휘하 사마였다. 나중에는 병사를 이끌고 낙양성을 빠져나갔다. 후에 호아도위(虎牙都尉)를 지냈으며, 원소(袁紹)를 섬겼다.
원소를 도와 병사를 모집하였고 장양(張楊)이 원소에게 항복하도록 하는 등 수많은 공을 세웠으나, 죄를 지어 원소에게 처형당하였다.

## 유자황
《삼국지(三國志)》 위서(魏書) 장홍전(臧洪傳)에 유자황(劉子璜)이라는 인물이 언급된다.
유자황은 원소를 섬겼으며, 사자로 파견되었다가 기일이 지나도록 임무를 완수하지 못하였기 때문에 일가족이 몰살당하였다.
배송지(裴松之)는 유자황과 유훈이 동일인물일 것이라 추측하였으나, 사실 여부는 분명하지 않다.